# Лемос, Роналду
Рона́лду Ле́мос (англ. Ronaldo Lemos; 1976 г.р.) — бразильский академик, юрист и специалист в сфере интеллектуальной собственности, технологий и культуры.
Лемос является директором Института технологии и общества в Рио-де-Жанейро (ITSrio.org), и профессором Юридической школы государственного университета Рио-де-Жанейро. Он также является партнером в юридической фирме Перейра Нето Маседо, и членом совета директоров различных организаций, в том числе Mozilla Foundation, Accessnow.org и Stellar. Он был номинирован на Молодых глобальных лидеров Всемирного экономического Форума в 2015 году. В ноябре 2015 года он был назначен сотрудником по Ашока, организации гражданского общества, основанного Биллом Дрейтоном.
Лемос был одним из создателей бразильской системы гражданского права для Интернета (Marco Civil da Internet), принятого в апреле 2014 года, создав полный набор прав на доступ в Интернет в Бразилии, в том числе свободу слова, неприкосновенность частной жизни и сетевого нейтралитета. Из-за его влияние в пользу открытого и свободного интернета, об этом законе писали такие издания, как журнал The Economist, Wall Street Journal, Financial Times, и др. Как отметил Тим Бернерс-Ли, это «очень хороший пример того, как правительства могут играть позитивную роль в продвижении веб-права и поддержанию Web Open».